# Oliva vicweei
Oliva vicweei is een slakkensoort uit de familie van de Olividae. De wetenschappelijke naam van de soort is voor het eerst geldig gepubliceerd in 1989 door Recourt.